# Sant’Albano Stura
Sant’Albano Stura (piemontiul: Sant Alban) település Olaszországban, Piemont régióban, Cuneo megyében. Lakosainak száma 2371 fő (2023. január 1.). Sant’Albano Stura Fossano, Magliano Alpi, Morozzo, Rocca de’ Baldi, Trinità és Montanera községekkel határos.

## Népesség
A település lakossága az elmúlt években az alábbi módon változott:
| Lakosok száma | 2420 | 2391 | 2371 |
|               | 2017 | 2018 | 2023 |